# Cantó de Lormes
El cantó de Lormes és un cantó francès al districte de Clamecy (departament del Nièvre) que compta amb deu municipis: Bazoches, Brassy, Chalaux, Dun-les-Places, Empury, Lormes, Marigny-l'Église, Pouques-Lormes, Saint-André-en-Morvan i Saint-Martin-du-Puy; el cap és Lormes.
| Data d'elecció                           | Identitat               | Partit                    | Qualitat |
| ---------------------------------------- | ----------------------- | ------------------------- | -------- |
| 1951-1964                                | Adrien Silvain          | RS, després divers droite |          |
| 1964-1970                                | André Émery             | SFIO                      |          |
| 1970-1974                                | Paul Barreau            | CIR, després PS           |          |
| 1974-1988                                | Henri Paganie           | PS                        |          |
| 1988-1994                                | Marie-Madeleine Silvain | UDF                       |          |
| 1994-2004                                | Christian Paul          | PS                        |          |
| 2004-                                    | Fabien Bazin            | PS                        |          |
| les dades anteriors no són pas conegudes |                         |                           |          |
|                                          |                         |                           |          |

| A partir de 1990: Població sense dobles comptes |